# Epsilon Indi
Epsilon Indi (ε Ind) – gwiazda w gwiazdozbiorze Indianina odległa od Słońca o 11,9 roku świetlnego. Gwiazdę okrąża para brązowych karłów i co najmniej jedna planeta.

## Charakterystyka obserwacyjna
Epsilon Indi to widoczna gołym okiem, piąta pod względem jasności gwiazda w gwiazdozbiorze Indianina, leżąca we wschodniej części konstelacji. Gwiazda nie jest widoczna z Europy i leży tak daleko na niebie południowym, że znalazła się na mapach nieba dopiero w 1603 roku. Ze względu na bardzo duży ruch własny, w ciągu kilku tysięcy lat gwiazda przekroczy granicę sąsiedniego gwiazdozbioru Tukana. Względem Słońca porusza się z prędkością 90,2 km/s, pięciokrotnie wyższą niż typowa dla sąsiednich gwiazd.

## Charakterystyka fizyczna
Epsilon Indi A to pomarańczowy karzeł, gwiazda ciągu głównego należąca do typu widmowego K, mniej masywna i słabiej świecąca niż Słońce. Gwiazda ma temperaturę 4620 K i jasność 0,22 jasności Słońca. Jej masa to 0,76 masy Słońca, a promień jest o 1/4 mniejszy niż promień Słońca. Gwiazda obraca się wokół osi w ciągu 23 dni, oś obrotu jest nachylona pod kątem 26° względem sfery niebieskiej. Wykazuje aktywność magnetyczną, ma chromosferę i koronę podobną do korony słonecznej, w której temperatura sięga 5 mln K.

## Brązowe karły
W styczniu roku 2003 astronomowie ogłosili odkrycie brązowego karła odległego o 6,7 minuty kątowej od Epsilon Indi A, orbitującego wokół gwiazdy w odległości ok. 1500 au, o masie ocenionej wstępnie na 40–60 mas Jowisza. W następnych miesiącach okazało się, że ów obiekt jest układem podwójnym składającym się z dwóch brązowych karłów. Dzieli je na niebie 0,732 sekundy kątowej, w przestrzeni są one odległe o 2,65 ± 0,01 au i okrążają wspólny środek masy w czasie około 15 lat.
Na podstawie astrometrii wyznaczono dynamiczną masę systemu ε Ind Bab na 121 ± 1 MJ. Niskie temperatury, charakterystyczne dla typu widmowego T, wskazują, że oba ciała muszą mieć masy mniejsze niż 7% masy Słońca. Ocenia się, że masa składnika Ba to 60–73 MJ, a składnik Bb ma masę 47–60 MJ.
Modele ewolucji jasności i atmosfer brązowych karłów sugerują, że układ Epsilon Indi Bab może być znacznie starszy, niż wskazywałyby oceny wieku gwiazdy Epsilon Indi A na podstawie jej obrotu. Może to wiązać się z błędem metody wyznaczenia wieku gwiazdy. Gwiazda mogła też jednak przechwycić grawitacyjnie tę parę brązowych karłów, a nie uformować się równocześnie z nią.

## Planeta

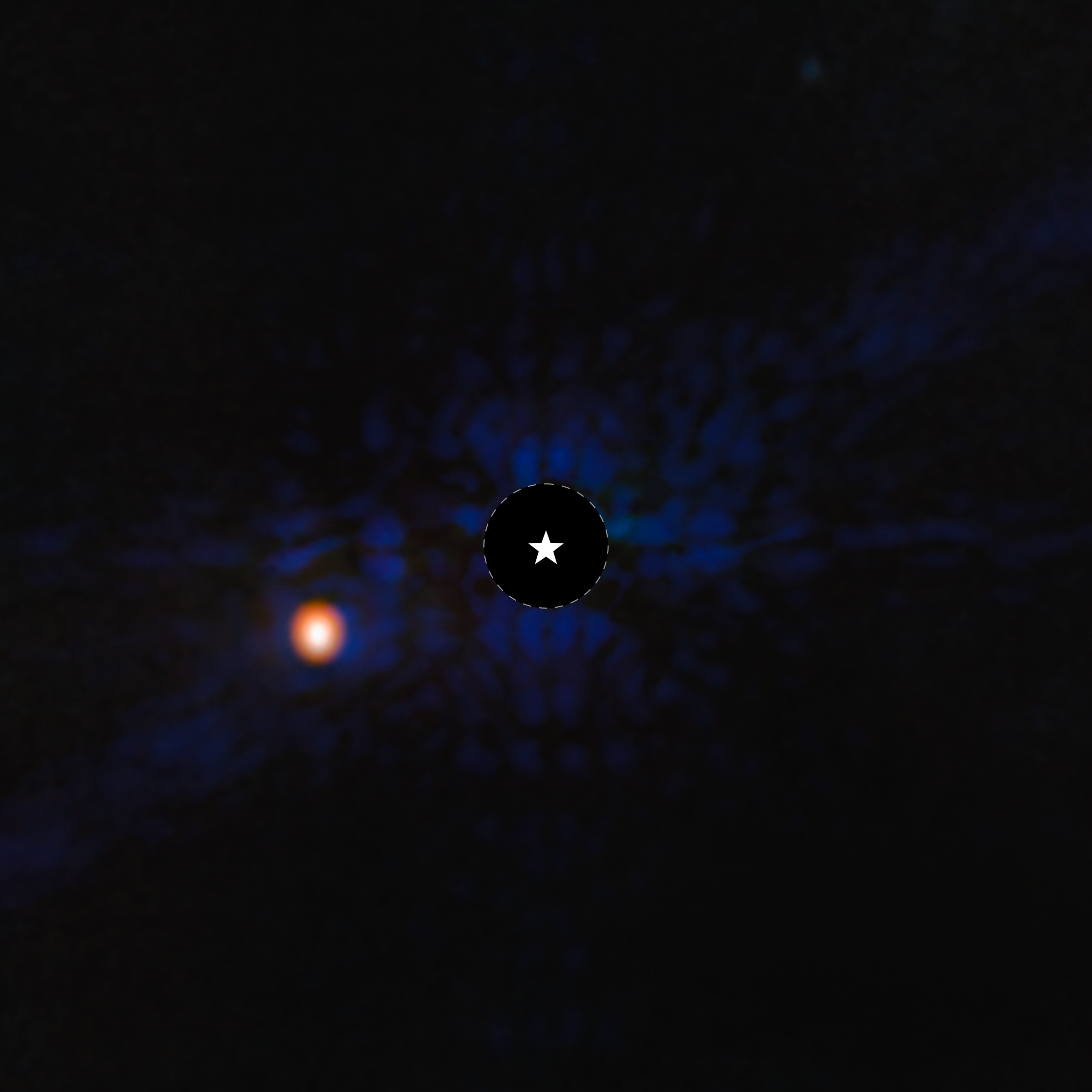
Zdjęcie planety w średniej podczerwieni, wykonane przez instrument MIRI na JWST.

Jeszcze w 2002 roku wykryty został trend zmian prędkości radialnej gwiazdy, który sugerował obecność w układzie niewidzialnej towarzyszki gwiazdy. W 2018 roku dzięki pomiarom zmian prędkości radialnej odkryto planetę krążącą wokół Epsilon Indi A, gazowego olbrzyma krążącego po odległej orbicie. Inne sygnały zmian prędkości radialnej zostały powiązane z aktywnością gwiazdy, co nakłada ograniczenie na masy potencjalnych innych planet w tym systemie. Bliżej gwiazdy mogą krążyć nieodkryte planety typu ziemskiego. Na podstawie dostępnych wówczas danych obliczono, że masa minimalna planety ε Ind Ab jest 2,7 razy większa niż masa Jowisza, a orbita jest prawie kołowa. Dzięki dłuższym pomiarom w 2023 roku opublikowano poprawione elementy orbitalne planety: miała ona obiegać gwiazdę w średniej odległości około 11 jednostek astronomicznych, co około 43 lata po orbicie ze znacznym mimośrodem 0,42. Przewidywano, że przy odległości planety od gwiazdy równej 2,1″ ± 0,1″, planeta może zostać bezpośrednio zaobserwowana przez niektóre obserwatoria.
W 2023 roku planeta została bezpośrednio zaobserwowana w podczerwieni przez Kosmiczny Teleskop Jamesa Webba. Okazała się znacznie masywniejsza i odleglejsza niż przewidywano na podstawie pomiarów zmian prędkości radialnej, obejmujących tylko małą część okresu obiegu. Jest to olbrzym sześciokrotnie masywniejszy od Jowisza, obiegający gwiazdę w odległości ok. 28 jednostek astronomicznych. W czasie obserwacji była to także najchłodniejsza planeta pozasłoneczna, jaką udało się zaobserwować, z temperaturą ok. 275 K (2 °C). Planetę udało się odnaleźć także w archiwalnych obserwacjach instrumentu VISIR na Very Large Telescope, co dodatkowo poprawiło precyzję wyznaczenia orbity.
| Towarzysz | Masa [MJ]       | Okres orbitalny [a] | Półoś wielka [au] | Ekscentryczność | Temperatura [K] |
| Ab        | 6,31 +0,60−0,56 | ~174                | 28,4 +10−7,2      | 0,40 +0,15−0,18 | ~275            |

## Epsilon Indi w fikcji

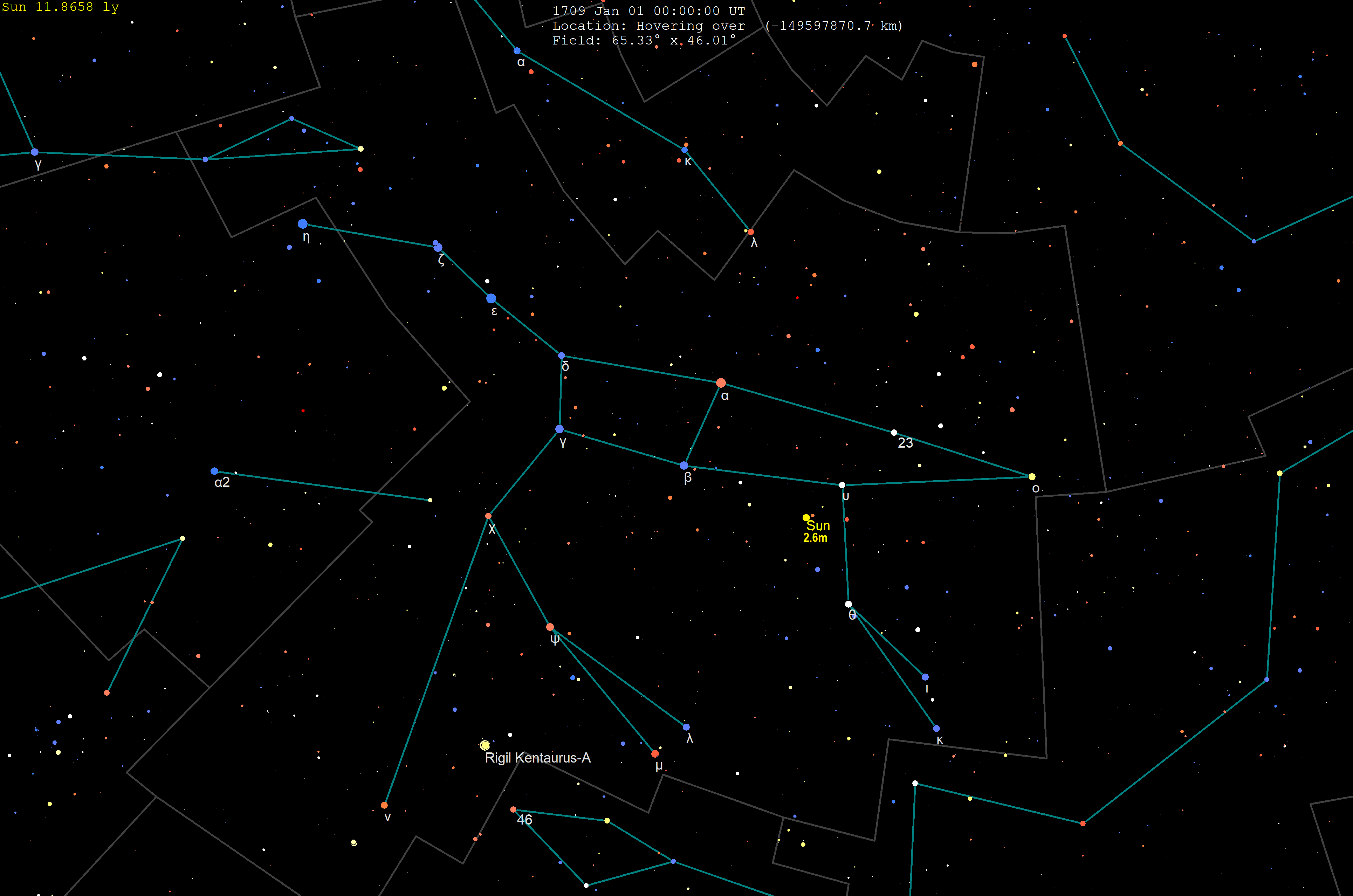
Symulowany widok Słońca z Epsilonu Indi

W serialach i filmach z cyklu Star Trek występuje fikcyjna rasa Andorian, wywodząca się z księżyca Andoria należącego do planety Andor. Ma on krążyć wokół gwiazdy Epsilon Indi.
W uniwersum gry Halo w układzie planetarnym tej gwiazdy znajduje się planeta Harvest, będąca pod kontrolą Dowództwa Kosmicznego Narodów Zjednoczonych (UNSC). Staje się ona miejscem pierwszego kontaktu z obcą cywilizacją, Przymierzem (Covenant) oraz teatrem działań wojennych między obydwoma stronami.